# Libero Marchini
Libero Turiddu Marchini, född 31 oktober 1913 i Castelnuovo Magra, död 1 november 2003 i Trieste, var en italiensk fotbollsspelare.
Marchini blev olympisk guldmedaljör i fotboll vid sommarspelen 1936 i Berlin.